# Galileo (pel·lícula de 1968)
Galileo (també coneguda com Galileo Galilei) és una pel·lícula biogràfica dramàtica italo-búlgara de 1968 dirigida per Liliana Cavani. Representa la vida de Galileo Galilei i en particular els seus conflictes amb l'Església Catòlica per les seves teories científiques.

## Argument
L'astrònom Galileo Galilei fa classes a la Universitat de Pàdua. Mentre qüestiona les idees de Ptolemeu i Aristòtil, els dogmes científics oficials imposats per l'Església Catòlica, es manté secret sobre els seus dubtes. El seu amic més sincer, el filòsof Giordano Bruno, és denunciat a la Inquisició per les seves idees revolucionàries i més tard executat com a heretge. Tot i així, Galileu continua els seus estudis amb un telescopi construït per tècnics holandesos i perfeccionat per ell, i arriba a la conclusió que el sistema heliocèntric de Copèrnic és vàlid. Publica els seus descobriments en un llibre, el que porta a una sèrie d'interrogatoris per part de la Inquisició. Davant d'una possible condemna a mort, Galileu es retracta públicament de les seves teories.

## Repartiment
- Cyril Cusack com a Galileo Galilei
- Gueorgui Kaloiantxev com a Giordano Bruno
- Nevena Kokanova com a Marina
- Nicolai Doicev com a Cardenal Bellarmine
- Gueorgui Txerkelov com a Paolo Sarpi
- Piero Vida com a Urbà VIII
- Gigi Ballista com a comissari dominicà
- Paolo Graziosi com a Gian Lorenzo Bernini
- Maia Dragomanska com a filla de Galilei
- Lou Castel com el Pare Charles
- Giulio Brogi com a Sagredo

## Significat
La pel·lícula no té cap intenció biogràfica, se centra en algunes etapes essencials de la vida de Galileu: des de 1592 l'any de la trobada amb Giordano Bruno fins a la retractació de 1633. El patiment íntim del científic, obligat a negar la veritat que havia intuït, es transmet per la reconstrucció del marc històric i ambiental d'aquella època. Galileu té una profunda fe i està aixafat pel poder; es retracta de les seves idees però, al mateix temps, vol romandre dins de l'església, encara que el decep profundament. Cavani, tot i que es refereix a un període històric-polític diferent, fa una afirmació actual i planteja preguntes sobre les estructures de poder: el cas Galileu serveix per treure el vel de la intolerància i l'integrisme.

## Producció i llançament
Originalment com a minisèrie coproduïda per companyies cinematogràfiques italianes i búlgares, la companyia de ràdio i televisió RAI es va negar a emetre la pel·lícula acabada i va vendre els drets de distribució a Cineriz, que va retallar la pel·lícula originalment de 105 minuts a 92 minuts de durada.
Galileo es va mostrar en competició a la 29a Mostra Internacional de Cinema de Venècia.

## Mitjans domèstics
Galileo es va publicar l'any 2010 com a DVD de la regió 2.

## Vegeu t ambé
- Galileo Galilei, obra de teatre de Bertolt Brecht
- Galileo, pel·lícula de 1975 adaptació de l’obra de Brecht